# Musztarda diżońska

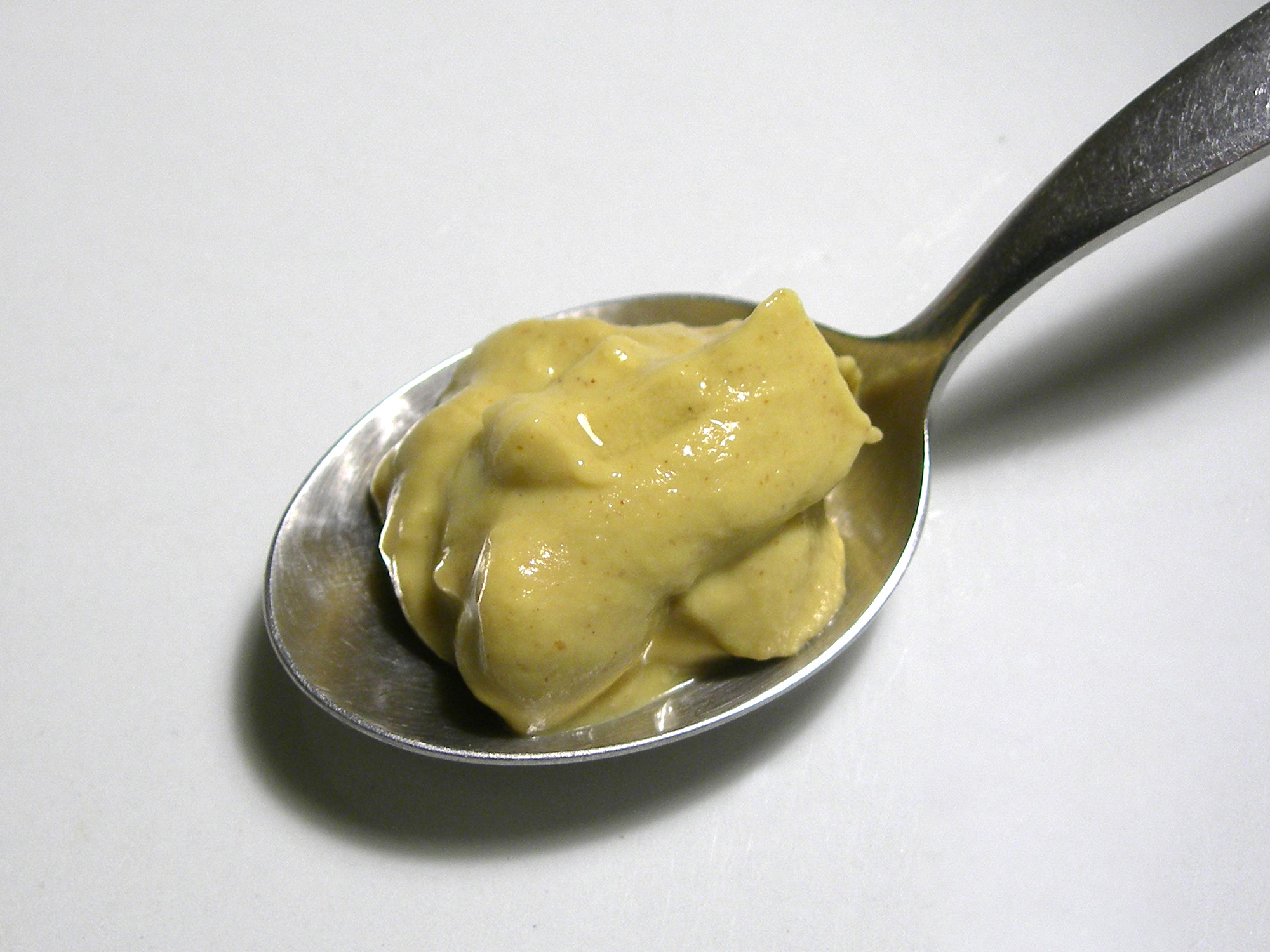
Musztarda diżońska

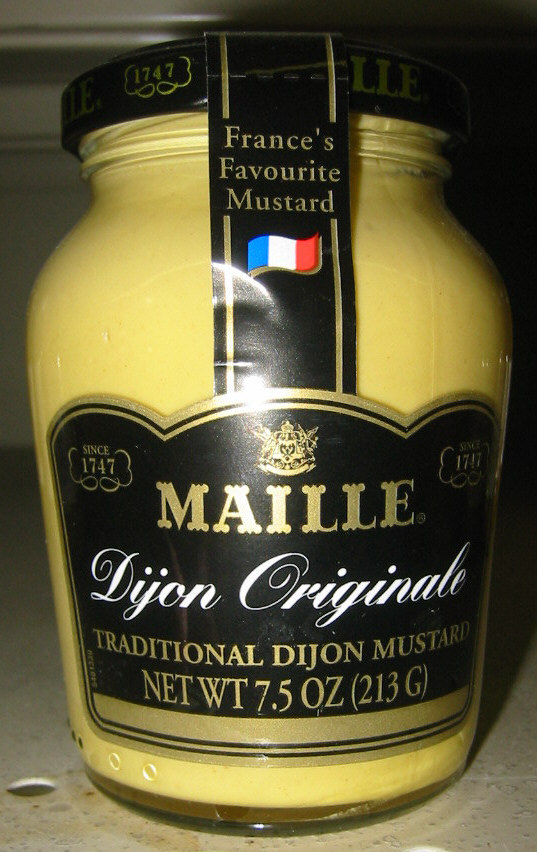
Musztarda Maille Dijon Originale

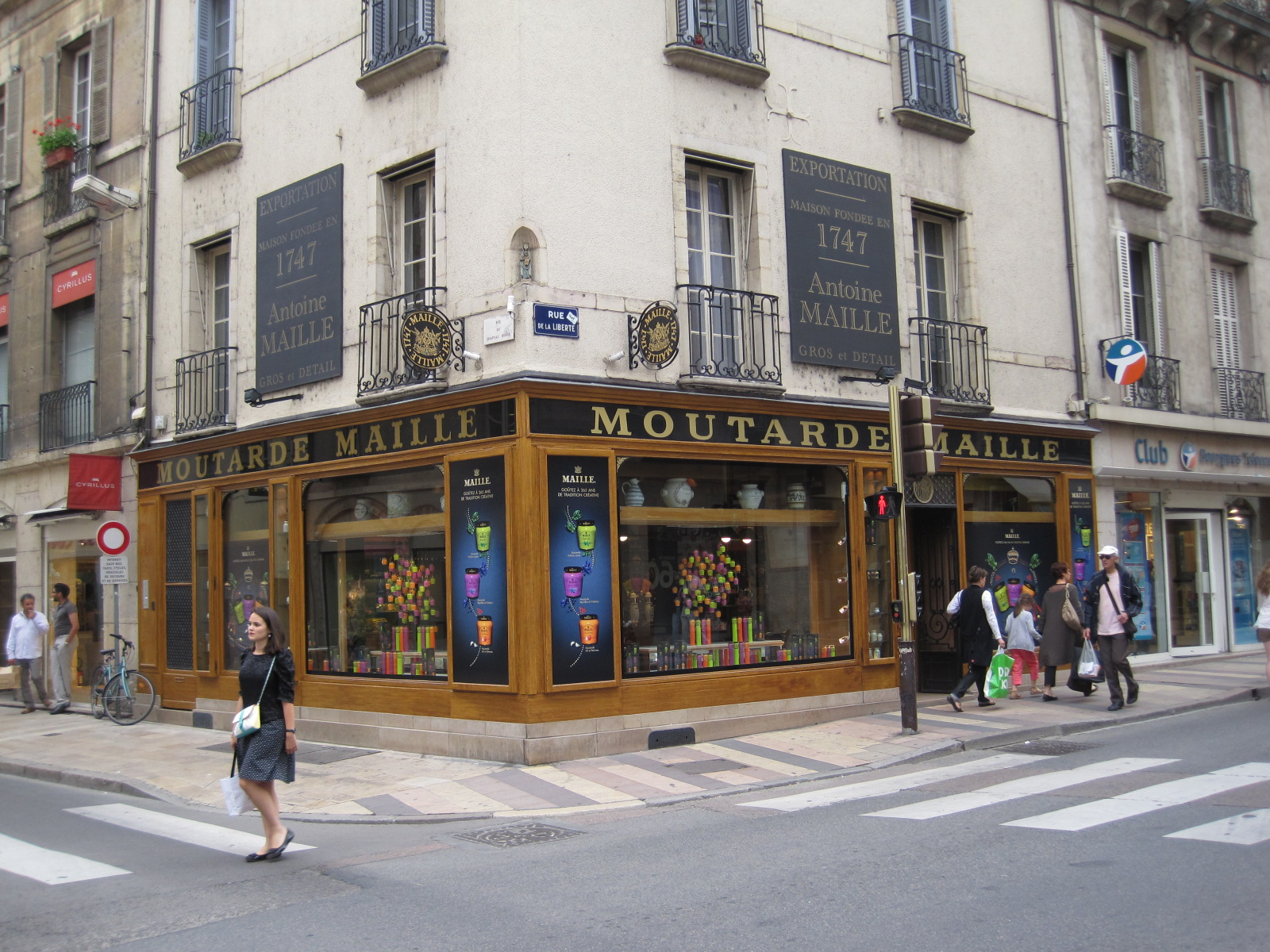
Sklep firmowy z musztardą Maille w Dijon, 2013

Musztarda diżońska, musztarda dijon – rodzaj pikantnej, żółtej musztardy produkowanej zgodnie z prawnie chronioną technologią powstałą w wytwórniach we francuskim mieście Dijon. 

## Technologia produkcji
Musztarda diżońska jest produkowana wyłącznie z brązowej gorczycy Brassica juncea. Do drugiej wojny światowej używano także gorczycy czarnej Brassica nigra, jednak potem z niej zrezygnowano.
Oczyszczone ziarno gorczycy jest łączone z mieszaniną wody, octu, przypraw i soli, po czym mieszane aż do napęcznienia. Następnym krokiem jest grube mielenie. Następuje wtedy fermentacja pod wpływem enzymów uwolnionych w procesie mielenia, która może trwać od 30 minut do kilku godzin. Powstaje wówczas istotny dla pikantnego smaku musztardy diżońskiej izotiocyjanian allilu (AIT), który jest produktem enzymatycznej hydrolizy glikozydu synigryny przez mirozynazę w środowisku wodnym. Oba te związki są obecne w nieprzetworzonych nasionach gorczycy, ale sam AIT nie.
Łuski nasion są usuwane w procesie produkcji za pomocą centryfug, bo musztarda diżońska może zawierać ich najwyżej 2%. Kolejnym krokiem jest dokładne mielenie w młynach z korundowymi powierzchniami pracującymi w celu osiągnięcia pożądanej konsystencji. Ostatnim etapem produkcji jest dojrzewanie, które trwa od kilku dni do kilku tygodni. Następnie musztarda może być już konfekcjonowana do opakowań handlowych.
Cały proces produkcyjny musi odbyć się w odpowiednio niskiej temperaturze, gdyż zawartość AIT obniża się w razie podgrzania. Aby to zapewnić, nawet korundowe powierzchnie robocze młynów są chłodzone.
Mimo braku obróbki termicznej w procesie produkcyjnym brak jest informacji o zatruciach pokarmowych wywołanych spożyciem musztardy. Badania wykazują, że kombinacja niskiego pH, obecności kwasu octowego i AIT tworzy środowisko, które nie sprzyja rozwojowi bakterii, drożdży i pleśni.

## Wykorzystanie w kuchni
Musztarda z Dijon jest niezastąpiona we francuskiej kuchni od XIII wieku. Jest dodawana do wielu sosów, szczególnie tych towarzyszących daniom z wieprzowiny i królika, ale także do sosu winegret. Stanowi samodzielny dodatek do grillowanych mięs, gotowanej wołowiny pot-au-feu oraz frytek, które konsumenci chętnie maczają w musztardzie.

## Historia
Pierwsze musztardy, powstałe przez połączenie zmielonej gorczycy z niesfermentowanym sokiem winogronowym, octem i miodem wytwarzali już Rzymianie i to oni zainicjowali tradycję jej produkcji w Dijon i jego okolicy.
Pierwsze odniesienie do musztardy w dokumentach miejskich Dijon pochodzi z roku 1336, kiedy to zapisano, że na przyjęciu została zjedzona cała jej beczułka. Wkrótce potem w 1347 roku zapisano wydatek 12 franków za musztardę wysłaną królowej. W 1354 jeden z wysokich urzędników księcia Burgundii nabył w mieście ziarno gorczyczne i ocet w celu przygotowania 200 funtów musztardy, którą później posłano w czterech beczułkach królowi Janowi II Dobremu.
Pierwsze prawo dotyczące musztardy w Dijon pochodziło z 1390 roku i opisywało technologię jej produkcji. W 1407 pojawił się kolejny akt prawny, nakazujący producentom używanie wyłącznie dobrej jakości ziarna gorczycy oraz octu winnego, a zabraniający wykorzystywania skwaśniałego wina bądź moszczu z jabłek. W 1443 ustalono obowiązujące miary i wagi dla musztardy i ustanowiono ich kontrolerów.

Francuskie przysłowie z XIV wieku

Il n'est ville se nom Dijon 

Il n'est moustarde que à Dijon.
Wolne tłumaczenieNie ma miasta nad Dijon 

Prawdziwa musztarda jest tylko w Dijon.

Pojawienie się przenośnych młynków w początkach XV wieku ułatwiło uprawianie rzemiosła produkcji musztardy; w Dijon zajęli się tym niektórzy aptekarze. Właśnie aptekarz z Dijon został wskazany jako dostawca musztardy na dwór króla Ludwika XI, który niewiele czasu wcześniej włączył Burgundię do swojego królestwa. W 1634 producenci octu i producenci musztardy połączyli się we wspólny cech, któremu król Ludwik XIV nadał herb w postaci srebrnego lejka na błękitnej tarczy. Kolejne, jeszcze ściślejsze prawa cechowe zostały wprowadzone w 1712 roku.
Innowatorem w produkcji musztardy stał się Jean-Baptiste Naigeon, który około 1756 roku zastąpił ocet w produkowanej przez siebie musztardzie moszczem z niedojrzałych winogron starannie wybranej odmiany. Produkt okazał się wielkim sukcesem i został wkrótce skopiowany przez wielu innych wytwórców. Jednak marka Naigeon nadal uchodziła za zdecydowanie najlepszą, aż do przejęcia jej w roku 1808 przez jednego z konkurentów.
Kolejnego wynalazku dokonał Maurice Grey w 1853 roku: był to napędzany parą młyn, który w jednej operacji miażdżył nasiona, mełł je na proszek i przesiewał. Jego zastosowanie zwiększyło trzykrotnie zdolności produkcyjne w przeliczeniu na pracownika (z 16 lub 17 kg na 50 kg musztardy dziennie), a wynalazcy przyniosło medal w 1855 roku.
W roku 1937 różne zasady regulujące produkcję musztardy stały się prawem państwowym we Francji. Dopuszczalne stało się użycie wyłącznie gorczycy czarnej lub brązowej; z wyjątkiem Alzacji-Lotaryngii zakazano użycia gorczycy białej. Określenie „musztarda diżońska” zostało zarezerwowane dla produktu w postaci pasty z pokruszonych i przesianych nasion gorczycy. Dopuszczone zostało użycie moszczu, wina i octu winnego, soli, przypraw i dwutlenku siarki jako konserwantu chroniącego kolor. Inne dodatki zostały zakazane, a ich użycie powodowało, że produkt nie miał prawa być określany jako musztarda. Procedura produkcji również została uregulowana. Wyprodukowana zgodnie z nią musztarda miała prawo do użycia nazwy „Moutarde de Dijon”, która ma status Appellation contrôlée od 1937 roku. Chroniony tym prawem jest skład surowcowy i proces produkcji, ale nie miejsce pochodzenia musztardy.